# Monacon nigrum
Monacon nigrum är en stekelart som beskrevs av Vittorio Luigi Delucchi 1956. Monacon nigrum ingår i släktet Monacon och familjen gropglanssteklar.
Artens utbredningsområde är Kongo. Inga underarter finns listade i Catalogue of Life.